# Поцілунки на камеру

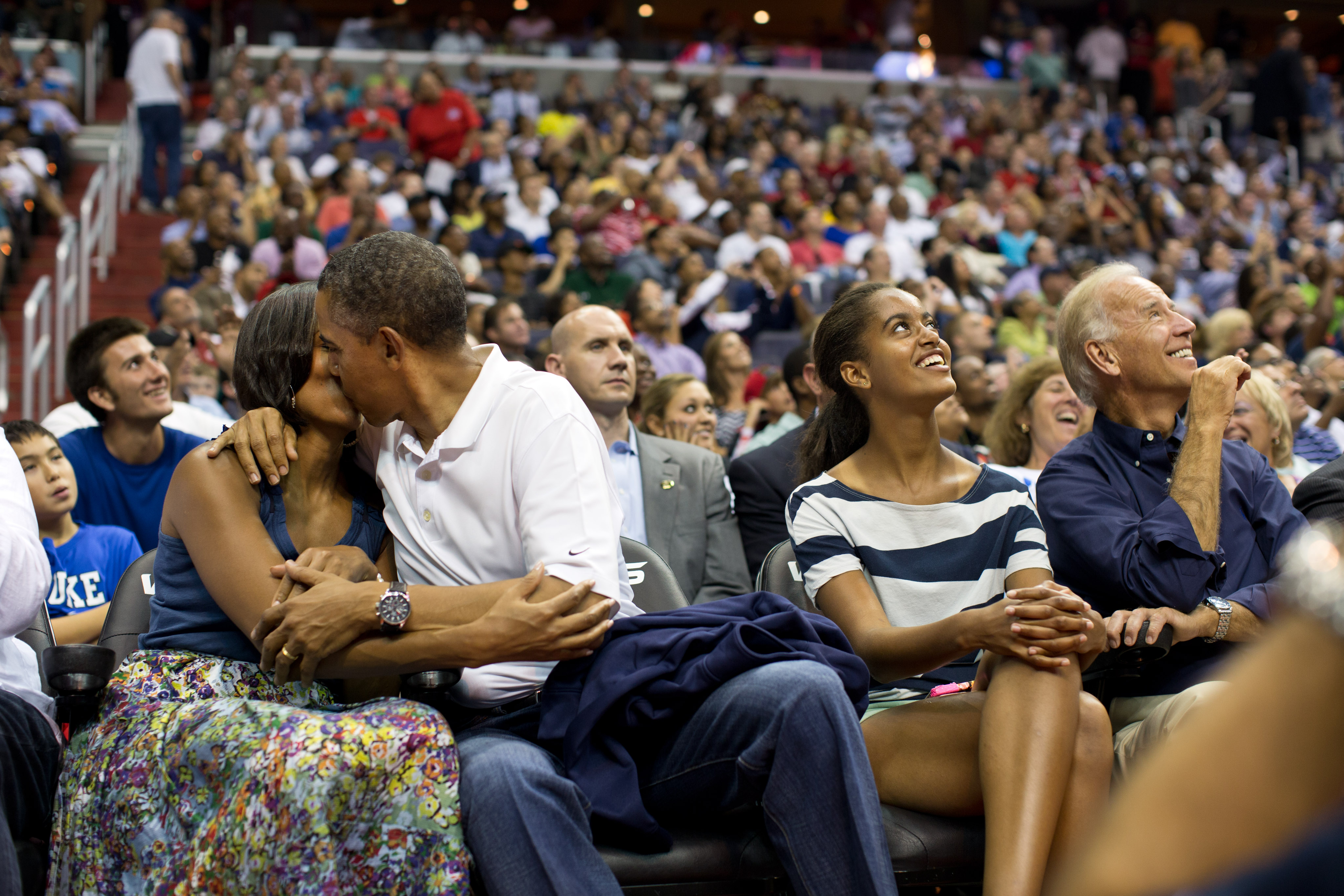
Президент США Барак Обама і його дружина Мішель Обама цілуються на камеру поцілунків, а Малія Обама і Джо Байден дивляться на екран під час баскетбольного матчу у Вашингтоні, округ Колумбія.

Камера поцілунків, також відома як Kiss cam, — це соціальна гра, яка відбувається під час масових заходів, таких як спортивні змагання. Камера «поцілунків» сканує натовп і вибирає пару, зображення якої відображаються на екранах. Поцілунок традиційно нагороджується оплесками, привітаннями й свистом, тоді як відмова від поцілунку засуджується натовпом.

## Історія
Церемонія поцілунків на камеру виникла в Каліфорнії на початку 1980-х років як спосіб заповнити паузи в грі в професійних бейсбольних матчах, скориставшись можливостями тоді ще нових гігантських відеоекранів.
Екран камери поцілунків часто з'являється в телетрансляції, якщо подія телевізійна.
Перша позитивна реакція гей-пари на камеру відбулася на стадіоні AT&T Park в Сан-Франциско в серпні 2011 року. Чоловіки обнялися та поцілувалися без збентеження. 2 травня 2015 року гей-парі аплодували після поцілунку на стадіоні «Доджер».

## Хід гри
Коли камера поцілунків діє, аудиторія може бути попереджена відомою піснею, пов'язаною з поцілунком, та/або диктором, який попереджає глядачів. Натовп, який приїхав, звертає увагу на відмічений на екрані відеокліп «поцілунок». Зазвичай вибираються кілька послідовних пар і з'являються на екрані. Якщо пара побачила себе на екрані, то вони повинні поцілуватись. Пара, орієнтована на камеру, може не бути в романтичних стосунках. Вони можуть насправді бути братом і сестрою, друзями або взагалі не знати один одного. Часто відбувається платонічний, можливо, незграбний поцілунок. Крім того, співробітники спортивних заходів можуть з'являтися як пари, які відкидають поцілунки або пропозиції, щоб розважати або здивувати відвідувачів. Пара може не побажати цілуватись через небажання оприлюднювати спільне перебування на події. Деякі пари, хоча і не бажають цілуватися, відчувають себе заляканими реакцією натовпу змушеними це робити. Інші випадки можуть виявити, що пара не помічає себе на екрані, і в результаті цього бездіяльність може викликати гумористичний ефект.
Гей- або лесбійські пари можуть відчувати себе виключеними з режиму Kiss Cam, або, якщо вони включені, можуть відчувати себе предметом гомофобних висловів несхвалення з боку глядачів. Поцілунки перед очима натовпу можуть бути дуже незручними для одного або обох членів пари, які, можливо, не розділяють публічних проявів прихильності до цієї забавки.

## У популярній культурі
На «Вечірньому шоу разом з Конаном О'Брайеном» О'Брайен пародіював Kiss Cam в комедійних скетчах, зосереджуючись на дивакуватих парах, таких як мисливець і ведмідь.
Канадська група Arkells випустила пісню під назвою Kiss Cam у липні 2011 року.